# Tedeschi Trucks Band
Tedeschi Trucks Band — kdysi známá jako Derek Trucks & Susan Tedeschi Band — je americká blues rocková kapela z Jacksonville na Floridě. Vznikla v roce 2010 a její ústřední dvojicí jsou manželé Susan Tedeschi a Derek Trucks a dále ji tvoří především členové jejich sólových kapel. Jejich debutové album Revelator (2011) vyhrálo v roce 2012 Grammy Award za nejlepší bluesové album.
- 27. října 2022 skupina vystoupila před asi 1600 posluchači v Praze v zaplněném Fóru Karlín, což některá média označila za bluesovou událost sezóny.[1]

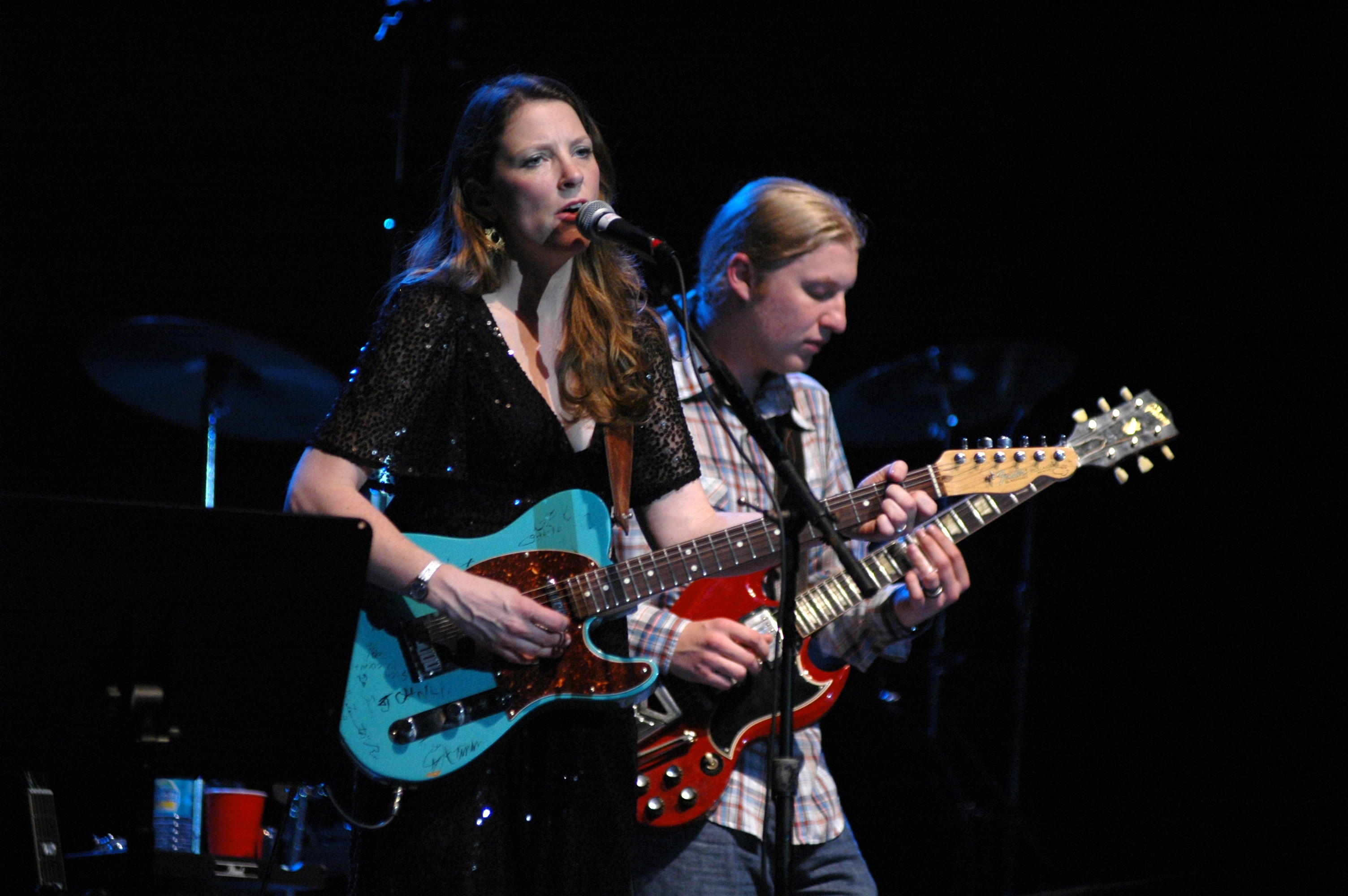
Derek Trucks a Susan Tedeschi v roce 2007

## Členové
Současní členové
- Susan Tedeschi – hlavní vokály, rytmická kytara (2010–současnost)
- Derek Trucks – sólová kytara (2010–současnost)
- Maurice „Mobetta“ Brown – trubka (2010–současnost)
- Kofi Burbridge – klávesy, flétna (2010–současnost)
- Tyler Greenwell – bicí, perkuse (2010–současnost)
- J. J. Johnson – bicí, perkuse (2010–současnost)
- Mike Mattison – doprovodné vokály (2010–současnost)
- Mark Rivers – doprovodné vokály (2010–současnost)
- Saunders Sermons – pozoun (2010–současnost)
- Kebbi Williams – saxofon (2010–současnost)
- Tim Lefebvre – baskytara (2013–současnost)

Dřívější členové
- Oteil Burbridge – baskytara (2010–2012)

## Diskografie
Studiová alba
- Revelator (2011)
- Made Up Mind (2013)
- Let Me Get By (2016)
- Signs (2019)
- I am the Moon I. Crescent (2022)
- I am the Moon I. Ascension (2022)
- I am the Moon I. The Fall (2022)
- I am the Moon IV. Farewell (2022)

Živá alba
- Everybody's Talkin' (2012)
- Live from the Fox Oakland (2017)
- Layla Revisited (2021)